# Robert Nivelle
Pour les articles homonymes, voir Nivelle.
Robert Nivelle, né le 15 octobre 1856 à Tulle et mort le 22 mars 1924 à Paris 16e, est un général de division français, grand-croix de la Légion d'honneur et médaillé militaire.
Il est généralissime et commandant en chef des armées françaises sur le front de l'Ouest pendant la Première Guerre mondiale de décembre 1916 à mai 1917. Il est alors relevé de ses fonctions, et remplacé par le général Pétain, en raison des controverses encore vives aujourd'hui autour de ses options stratégiques, particulièrement meurtrières notamment au Chemin des Dames. Dès sa mort, il est cité comme la victime de ceux qui « ont cherché des boucs émissaires au lieu d’avouer leurs fautes ».

## Biographie

### Origines et formation
La famille Nivelle est d'origine poitevine et protestante, de Pamproux dans les Deux-Sèvres. Le père de famille, Marie Jacques Auguste Nivelle est militaire ; son épouse Theodora Luisia Sparrow vient du Kent.
Né à Tulle, où est stationné le capitaine Nivelle, il ne va y revenir qu'en 1920. Artilleur de formation, reçu à Saint-Cyr et à l’École polytechnique, en 1874, il opte pour cette dernière avec la promotion 1876 et en sort diplômé, le 1er septembre 1880. Sous-lieutenant élève à l’École d’application de cavalerie, en 1878, il est lieutenant au 1er régiment d’artillerie en 1880 ; capitaine, en 1887, il est affecté au 19e régiment d'artillerie à Nîmes, au grade de lieutenant.
Chef d’escadron, en 1901 ; lieutenant-colonel, en 1908 ; il sert en Indochine en tant qu'officier d'artillerie, participe au corps expéditionnaire envoyé en Chine, avec le général Voyron qui l’avait réclamé dans son état-major, pour réprimer la révolte des Boxers. Breveté d’état-major, il sert à l’état-major de l’armée, en 1900, puis en Afrique, en Algérie.

### Première Guerre mondiale
Colonel commandant le 5e régiment d'artillerie, depuis le 25 décembre 1911, lors du déclenchement de la Première Guerre mondiale, promu général de brigade en même temps que Pétain, en octobre 1914, au début de la Première Guerre mondiale, il s’illustre d'abord dans la bataille de Dornach (18 août 1914), en détruisant à l’ennemi 24 pièces d’artillerie, ce qui lui vaut sa première citation, puis lors de la bataille de l’Ourcq (5 - 10 septembre 1914), où ses canons mettent en déroute le 4e corps de la 1re armée du général von Kluck, qui menaçait fortement le 7e corps. Quinze jours plus tard, il réussit un autre coup sur l’Aisne, notamment en janvier 1915, devant Soissons.
En 1915, commandant la 61e division d’infanterie, il a mis au point un projet d’offensive pour enlever le saillant face à la ferme de Quennevières, près de Moulin-sous-Touvent, sur le front tenu par la 6e armée du général Dubois. L'opération de diversion est lancée le 6 juin 1915 afin de soulager le front de l’Artois. Le 16 juin, après onze jours de combats acharnés, la bataille de Quennevières a entraîné des pertes françaises s’élevant à 134 officiers et 7 700 hommes, tandis que 4 000 Allemands ont été mis hors de combat pour des gains de terrains limités, mais la ligne allemande a été crevée. En décembre 1915, il commande le 30e corps d’armée. Après de nombreux succès en Picardie, il amène ce corps devant Verdun.
Le 19 avril 1916, Joffre qui trouve Pétain trop défensif à Verdun, décide de le nommer au commandement de la 2e armée jusqu'au 15 décembre et sa charge au commandement à Verdun se termine le 19 décembre, soit jusqu'au lendemain de la fin de la bataille. Quant à Pétain, il est promu au commandement du Groupe d'armées du Centre, Nivelle prend son commandement le 1er mai. Il échoue à reprendre aux Allemands le fort de Douaumont aux côtés du général Mangin, opération durant laquelle la critique lui attribuera peu de considérations pour la vie humaine. Le fort sera quand même repris. Cette opinion est néanmoins aujourd'hui combattue par les travaux de Denis Rolland qui défend la thèse que cette réputation de boucher est le résultat de la construction du mythe du « sauveur de Verdun » où, pour élever Pétain, il était politiquement avantageux de dévaloriser les autres généraux. Nivelle perd, en juin, le fort de Vaux, qui sera repris en novembre 1916. Il soutient les propositions d'attaque de son subalterne, le général Mangin. Ensemble, ils reprennent les forts de Douaumont et de Vaux, et mèneront cette offensive jusqu'à la victoire, le 18 décembre 1916. À partir du 1er juillet, les Allemands sont obligés de retirer des troupes pour faire face à la bataille de la Somme. Nivelle stoppe leur dernière offensive près du fort de Souville.
Le 13 septembre 1916, tandis que la ville de Verdun reçoit la Légion d'Honneur, la Croix de Guerre et plusieurs décorations étrangères, le général Nivelle reçoit la plaque de grand officier de la Légion d'honneur. Jusqu'à décembre Nivelle conduit des offensives pour regagner le terrain perdu. En octobre, il lance la grande offensive menée par le général Mangin, le fort de Douaumont est repris et, en novembre, le fort de Vaux.
Joffre note dans ses mémoires: 

« Si l'histoire me reconnaît le droit de juger les généraux qui opérèrent sous mes ordres, je tiens à affirmer que le vrai sauveur de Verdun fut Nivelle, heureusement secondé par Mangin. »

### Général en chef

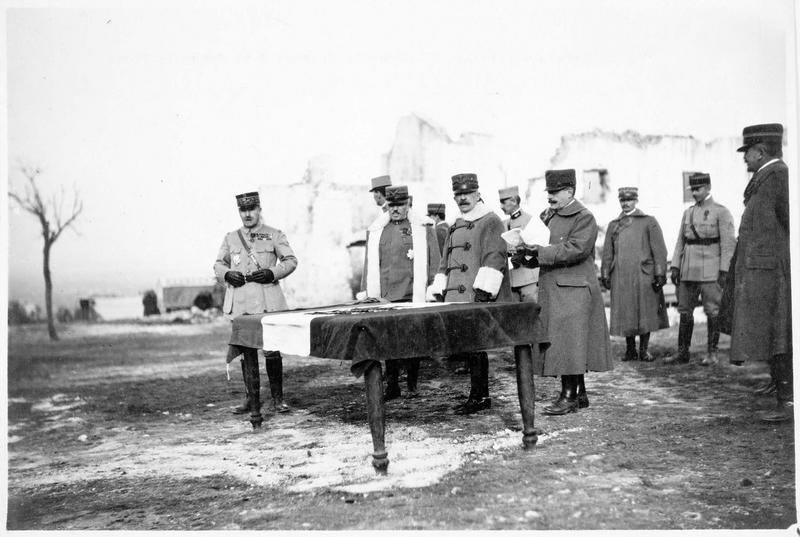
En 1916 sur le front italien à Castelnuovo avec Luigi Cadorna, général en chef italien et Carlo Porro.

À la suite de ces victoires, le 25 décembre 1916, et parce que ses promesses d'une victoire rapide séduisaient la commission de l'Armée à la Chambre, il est choisi pour remplacer comme commandant en chef des armées le général Joffre, élevé à la dignité de maréchal de France, qui depuis la bataille de la Marne n'a obtenu aucun résultat décisif et est jugé trop statique.
Il décide de mettre fin à la guerre d'usure menée autour de Verdun et de revenir à « l'attaque brusquée » : il compte emporter la décision par des attaques frontales massives à l'abri d’un rideau de feu. De mère britannique, il parle couramment l'anglais. Lloyd George, à son poste depuis deux mois, accepte, sans le soutien de son gouvernement ou de son roi, de placer des troupes britanniques sous son commandement.
Nivelle ne bénéficie néanmoins pas de la liberté d'action de son prédécesseur. Autant Joffre montait ses offensives comme il l'entendait, autant Nivelle doit rendre des comptes et se voit imposer de nombreuses modifications. Il ne trouve une adhésion totale ni parmi les politiques ni parmi les militaires.
Fin février 1917, la date de l'attaque conjointe avec les troupes britanniques sur le front entre Vimy et Reims est fixée pour avril. Le front a la forme d'un angle droit : entre Vimy et Soissons, le front est d'orientation nord-sud et ouest-est entre Soissons et Reims. Tandis que les Anglais attaqueront sur la ligne entre Vimy et Soissons, les Français le feront entre Soissons et Reims afin d'affronter les Allemands selon deux directions différentes. Sûrement pour prévenir une telle offensive, dont l'ampleur ne permet pas de garder le secret absolu, les Allemands se replient du 15 au 19 mars 1917 sur la ligne Hindenburg. Leur front est réduit de 70 kilomètres, permettant d'économiser de nombreuses divisions. L'angle droit de la ligne de front est gommé : la ligne de défense s'étend désormais dans une direction nord-ouest/sud-est de Vimy à Reims en passant par le Chemin des Dames. Les Alliés mettent une semaine à se rendre compte de l'ampleur de ce retrait. Le plan initial de l'offensive est désormais caduc. Nivelle et ses généraux adaptent leur projet à cette situation nouvelle et dissocient l'attaque anglaise sur Vimy de l'attaque française qui se centrera sur le Chemin des Dames.
Le 19 mars, le gouvernement Briand est remplacé par celui d'Alexandre Ribot qui prend pour ministre de la Guerre Paul Painlevé, hostile à Nivelle. Devant répondre aux critiques de militaires comme de politiques, Nivelle se sent discuté et offre sa démission début avril. Celle-ci est refusée et le pouvoir politique, inquiet d'un possible effondrement du front russe, décide de maintenir la date de l'offensive.
On a prétendu que garder un secret n’était pas le fort de Nivelle, et il aurait parlé de son offensive au cours d’un diner ; il parlait également de son projet aux journalistes —sans toutefois en exposer le plan précis. Les Allemands saisirent plusieurs exemplaires de son plan d’attaque à Sapigneul dans la sacoche d'un sergent-major et à Maison-de-Champagne dans une tranchée qu’ils avaient conquise. Informé, Nivelle, sûr de lui, ne voulut pas modifier son plan d’opérations. Les Allemands auront donc eu le temps de se préparer à accueillir les Français et leurs alliés. Le front allemand de 60 km, entre l'Ailette et le Nord de Reims, passe de six à douze divisions, il y a en outre douze divisions de réserve prêtes à être jetées sur le Chemin des Dames. L'offensive qu'il déclenche n’a donc aucun effet de surprise contre une très forte défense le 16 avril 1917, et la bataille du Chemin des Dames, également nommée « offensive Nivelle », se solde par un échec et est très coûteuse en vies humaines : les Alliés perdent 350 000 hommes (morts ou blessés) pour un gain de terrain minime. Elle n'est cependant pas sans résultats, car les Allemands perdent beaucoup d'hommes et de matériel. 
Néanmoins, c'est l'opération de trop. Nivelle paraît alors découragé, brisé, vieilli de dix ans. Painlevé, qui ne cessait de le dénigrer avec le soutien en coulisse de Pétain, le remplace très rapidement par ce dernier, le 15 mai 1917. Nivelle pâtit surtout du fait que chacun avait fondé ses espoirs sur lui ; bientôt allaient éclater les mutineries de 1917.
Surnommé dès les premiers jours de la bataille du Chemin des Dames « le boucher » du fait de son obstination, cette prétendue obstination est encore une construction a posteriori avec les manœuvres de Painlevé. Il est aujourd'hui démontré que la prise de commandement par le général Pétain a conduit à autant de pertes dans le secteur du chemin des Dames:235. Finalement, l'offensive du Chemin des Dames s'est soldée par moins de pertes que les offensives de Champagne 1915 (179 500), Somme en 1916 (194 000) ou la défense de Verdun en 1915 (348 300):236 ; elle s'est déroulée dans un temps bien plus court aussi. Une commission d'enquête est instituée. Dirigée par le général de division Joseph Brugère, elle statue sur la responsabilité du général Nivelle : « Pour la préparation comme pour l'exécution de cette offensive, le général Nivelle n'a pas été à la hauteur de la tâche écrasante qu'il avait assumée. »

### Fin de carrière

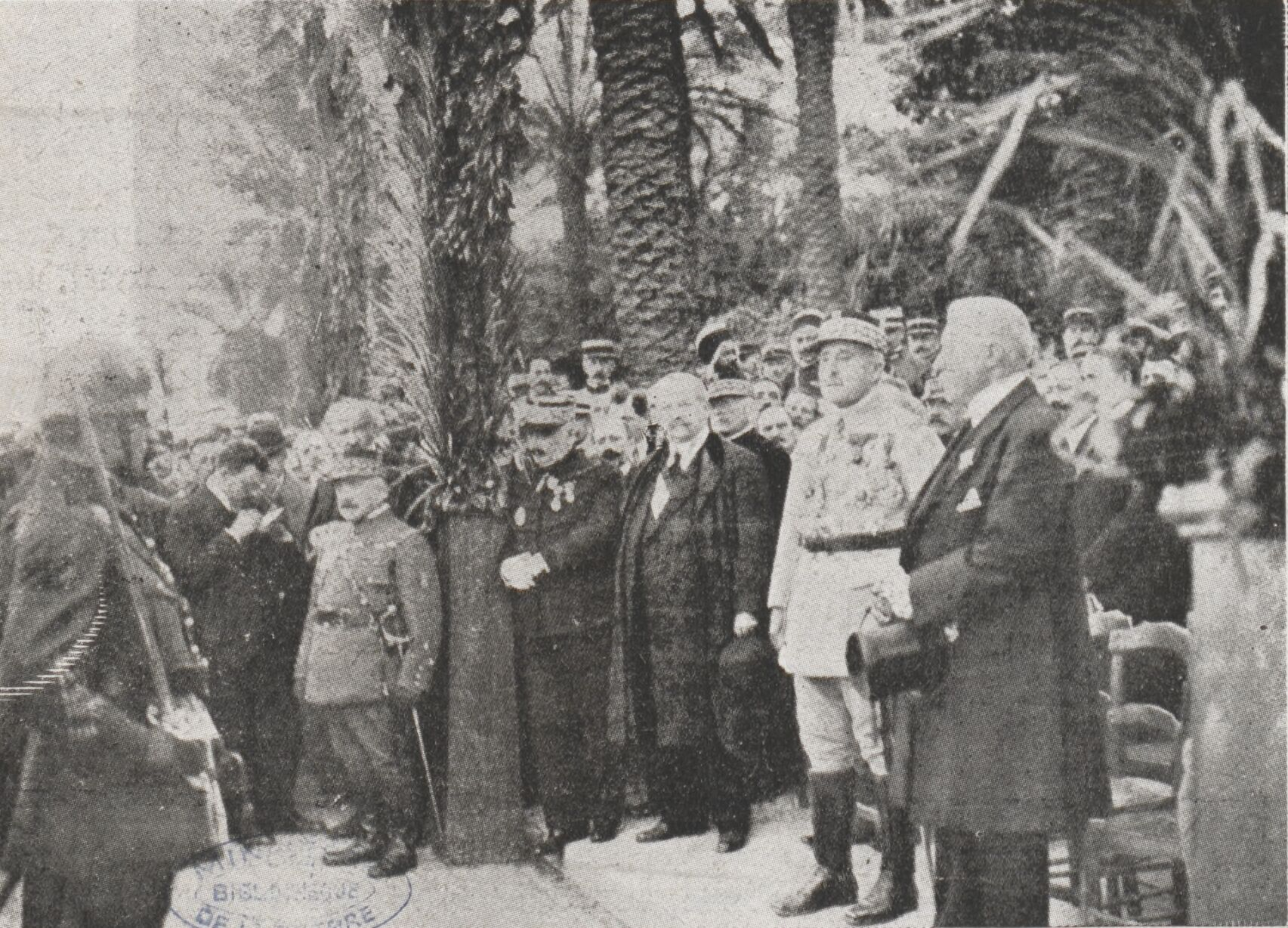
En févier 1919 à Alger avec Charles Jonnart.

Nivelle voit sa disgrâce amoindrie, en décembre 1917, lorsqu'il est nommé par Clemenceau commandant en chef des troupes françaises d'Afrique du Nord, à la tête du 19e corps d'armée à Alger. Toutefois, il est l'un des seuls généraux commandants en chef à ne pas avoir participé aux Fêtes de la Victoire, le 14 juillet 1919. Le retour en métropole vient une fois la paix revenue, lorsqu'il est nommé le 30 janvier 1920 au Conseil supérieur de la guerre puis inspecteur du gouvernement militaire de Paris et des 14e et 15e corps d’armée coloniale. Le 28 décembre 1920, il est élevé à la dignité de grand-croix de la Légion d'honneur et décoré de la médaille militaire.
En 1921, il est nommé président de la commission interalliée de Berlin. Atteint par la limite d’âge en octobre 1921, il quitte le conseil supérieur de la guerre et il est maintenu en activité sans limite de durée. Mort d'une double congestion pulmonaire en mars 1924 dans le 16e arrondissement de Paris, son corps est inhumé au cimetière de Passy, suivi par un cortège, le 26 mars. Une cérémonie a lieu au temple protestant de l'Étoile vers 8 h 30, présidée par le pasteur Monod, puis le ministre de la Guerre André Maginot prononce l'éloge funèbre:310,. Enfin sa dépouille est transférée dans le caveau des gouverneurs aux Invalides le 7 juin 1931. Sa seconde épouse, née Marie-Joséphine Glamard, est morte en 1950 à 87 ans.

## Hommages
- Dans sa ville natale de Tulle, la place qui porte son nom à compter de 1916 est rebaptisée en 1944, au nom du résistant Albert Faucher[4].
- Une plaque rend hommage au général Nivelle aux nos 33-35 rue de la Tour à Paris, là où il est mort.
- Une rue du Général-Nivelle se trouve à Verdun, et une autre à Joué-lès-Tours.

## États de services

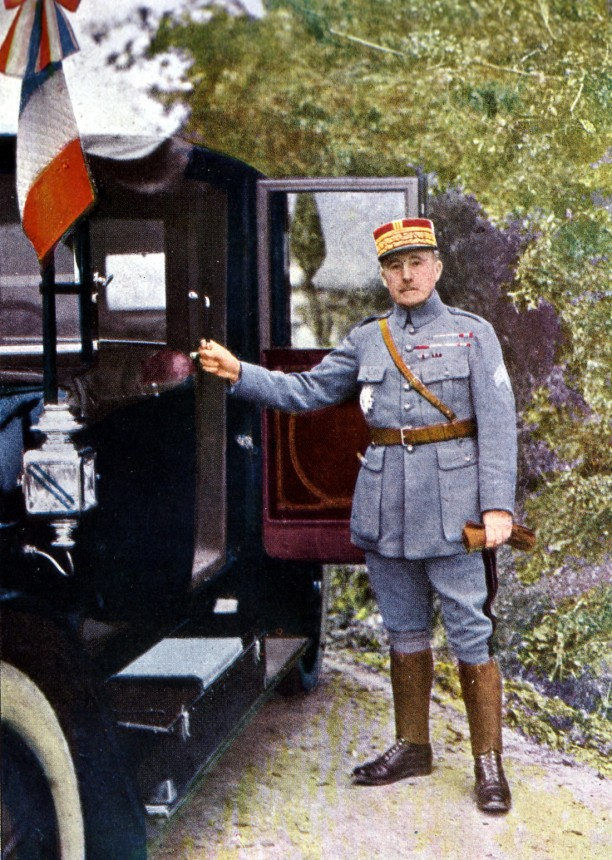
En 1916 par Jules Gervais-Courtellemont.

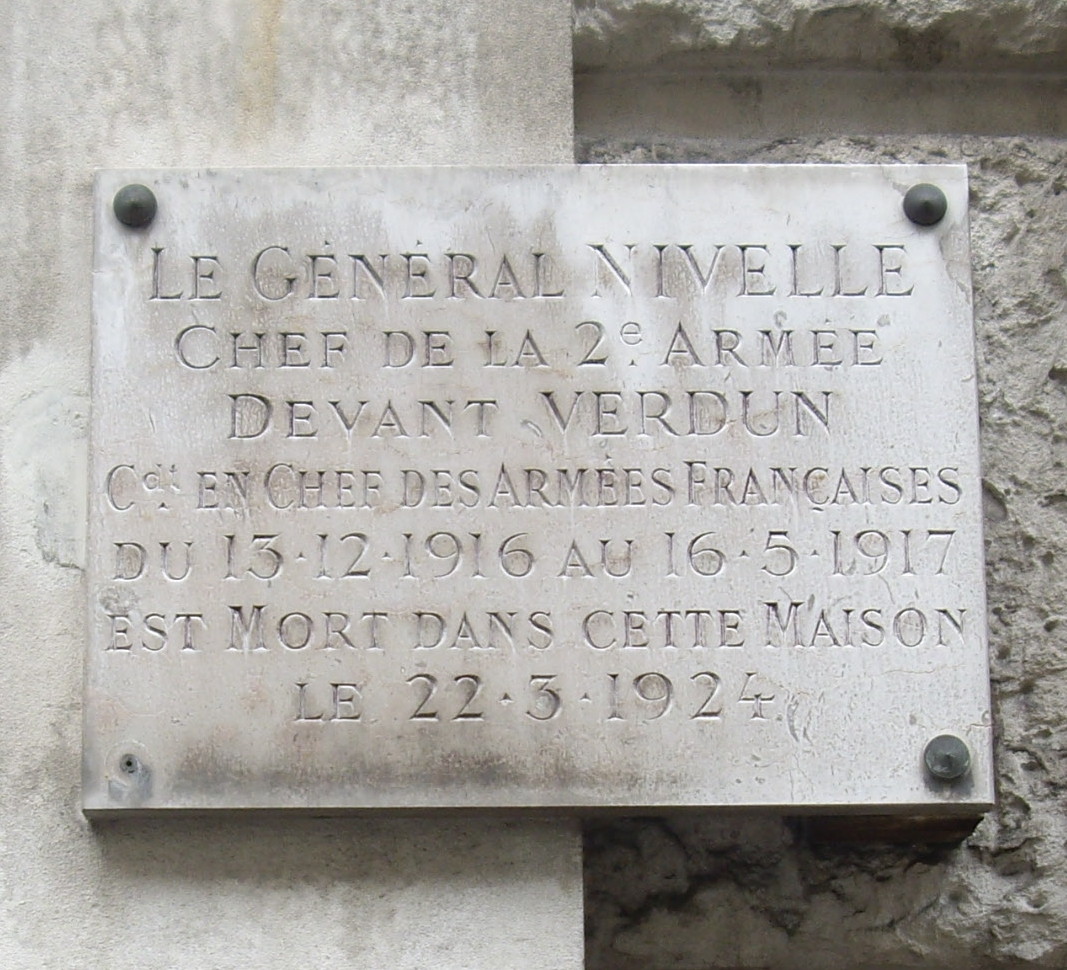
Plaque aux no 33-35 rue de la Tour.

- 1878 : sous-lieutenant ;
- 1880: lieutenant;
- 1889: capitaine;
- 1901 commandant;
- Septembre 1908 lieutenant-colonel;
- décembre 1913 : colonel ;
- Octobre 1914 : général de brigade ;
- Décembre 1915 : général de division ;
- Octobre 1918 : maintenu en activité sans limite d'âge.

## Distinctions

### Françaises
- Médaille militaire (1921) ;

(Nota : la médaille militaire se porte en avant de la LH pour les officiers généraux ayant commandé au front, attention selon La Grande Chancellerie aucun texte officiel n'existe et il s'agit d'une simple habitude)
- Légion d'honneur :

 Chevalier de la Légion d'honneur le 9 juillet 1895,
 Officier de la Légion d'honneur le 31 décembre 1912,
 Commandeur de la Légion d'honneur le 10 avril 1915,
 Grand officier de la Légion d'honneur le 13 septembre 1916,
 Grand-croix de la Légion d'honneur le 28 décembre 1920 ;
- Croix de guerre 1914-1918 avec trois palmes ;
- Médaille interalliée 1914-1918 de la Victoire ;
- Médaille commémorative de l'expédition de Chine (1901) ;
- Médaille commémorative du Maroc (1909) avec agrafes « Oudjda » et « Haut-Guir » ;
- Médaille commémorative de la Grande Guerre ;
- Commandeur de l'ordre du Dragon d'Annam.

### Étrangères
- Grand cordon de l'ordre de Léopold, division militaire (Belgique) ;
- Croix de guerre belge 1914-1918 ;
- Army Distinguished Service Medal (États-Unis d'Amérique) ;
- Chevalier grand-croix de l'ordre du Bain, division militaire (Grande-Bretagne) ;
- Grand-croix de l'ordre militaire de Savoie (Italie) ;
- Médaille d'argent de la Valeur militaire (Italie) ;
- Ordre du Trésor sacré de cinquième classe (Japon) ;
- Grand-croix de l'ordre du Ouissam alaouite (Maroc) ;
- Ordre de Michel le Brave de deuxième classe (Roumanie) ;
- Ordre de Saint-Georges de quatrième classe (Russie) ;
- Ordre de Sainte-Anne de troisième classe avec épées (Russie) ;
- Grand-croix de l'ordre de l'Aigle blanc avec épées (Serbie) ;
- Grand-croix de l'ordre du Nichan Iftikhar (Tunisie).